# Deficiență de 3-Hidroxisobutiril-CoA dezacilază
Deficiența de 3-hidroxisobutiril-CoA deacilază este o afecțiune recesivă autosomală rară, care este asociată cu dezvoltarea psihomotorie severă întârziată, neurodegenerare, creșterea acidului lactic și leziunile creierului în ganglionii bazali .  Mai puțin de 10 pacienți au fost descriși cu această afecțiune.

## Semne și simptome
Printre simptomele caracteristice bolii sunt:
- întârziere în dezvoltarea motorie
- hipotonie
- neurodegenerare progresiv
- convulsii

## Genetică
Această condiție este cauzată de mutații  în gena HIBCH. Această genă este localizată pe brațul lung al cromozomului 2 (2q32). 

## Patologie
Această enzimă este implicată în metabolismul aminoacidului valină . Mutațiile acestei enzime au ca rezultat acumularea de acid metacrilic . Când acest acid este acetilat, este foarte reactiv cu grupări sulfhidrilice libere. Când nivelul acestor enzime este prea scăzut, valorile valinei cresc, în special în mitocondrii . 
Însă nu este clar cum acest lucru produce tabloul clinic nu este înc. 

## Diagnostic
Diagnosticul acestei boli este dificil. doar din motive clinice. Poate fi suspectat prin examinarea urinei pentru conjugate de acid metacrilic. Diagnosticul se face prin secvențarea genei mutate. 

### Diagnostic diferențiat
- Sindromul Leigh

## Tratament
În prezent nu există tratament curativ pentru această afecțiune. 
Managementul de susținere este tot ceea ce este disponibil în prezent. 

## Istorie
Această afecțiune a fost descrisă pentru prima dată în 1982. 